# Margarita Práxedes Muñoz
María Margarita Magdalena Muñoz Seguín, más conocida como Margarita Práxedes Muñoz (Lima, 1848-Buenos Aires, 1909) fue una escritora peruana, la primera mujer en ingresar a la  Universidad de San Marcos y en obtener el grado de bachiller en Ciencias (1890).

## Biografía
La partida de bautismo ubicada en el Archivo Arzobispal de Lima, indica que nació en Lima el 18 de julio de 1848. Sus padres fueron José Muñoz y María Seguín. Provino de una familia limeña ligada a la vida política de tradición liberal. Entre 1876 y 1877, asistió a las veladas organizadas por la argentina Juana Manuela Gorriti en el centro de Lima, junto con Mercedes Cabello, Manuela Villarán, Carmen Potts, Juana Manuela Laso, Carolina y Justa García Robledo, Juana Rosa Amézaga, Leonor Saury, Ariana Buendía, Cristina Bustamante, Isabel Eléspuru, Mercedes Ovalle, Ubalda Plasencia y Manuela Cabello Estas veladas reunieron a las fundadoras del movimiento feminista en el Perú. 
En 1882, se convirtió en la primera mujer que se matriculó como alumna en la Facultad de Letras de la Universidad Mayor de San Marcos. En 1883, se matriculó nuevamente, pero no asistió a clases; sin embargo, dicho año fue especial porque comenzó a usar el nombre Práxedes, por su admiración al maestro masón español Práxedes Mateo Sagasta. En 1888, luego de negarse a casarse, se matriculó en la Facultad de Ciencias, después de obtener la dispensa al examen de revisión de la media. Su presencia causó desconcierto entre las autoridades y catedráticos, lo cual no evitó que fuera cercana a docentes como Federico Villarreal y a Sebastián Barranca, con quienes compartía las ideas del positivismo en cuanto a la creencia en la igualdad entre hombres y mujeres

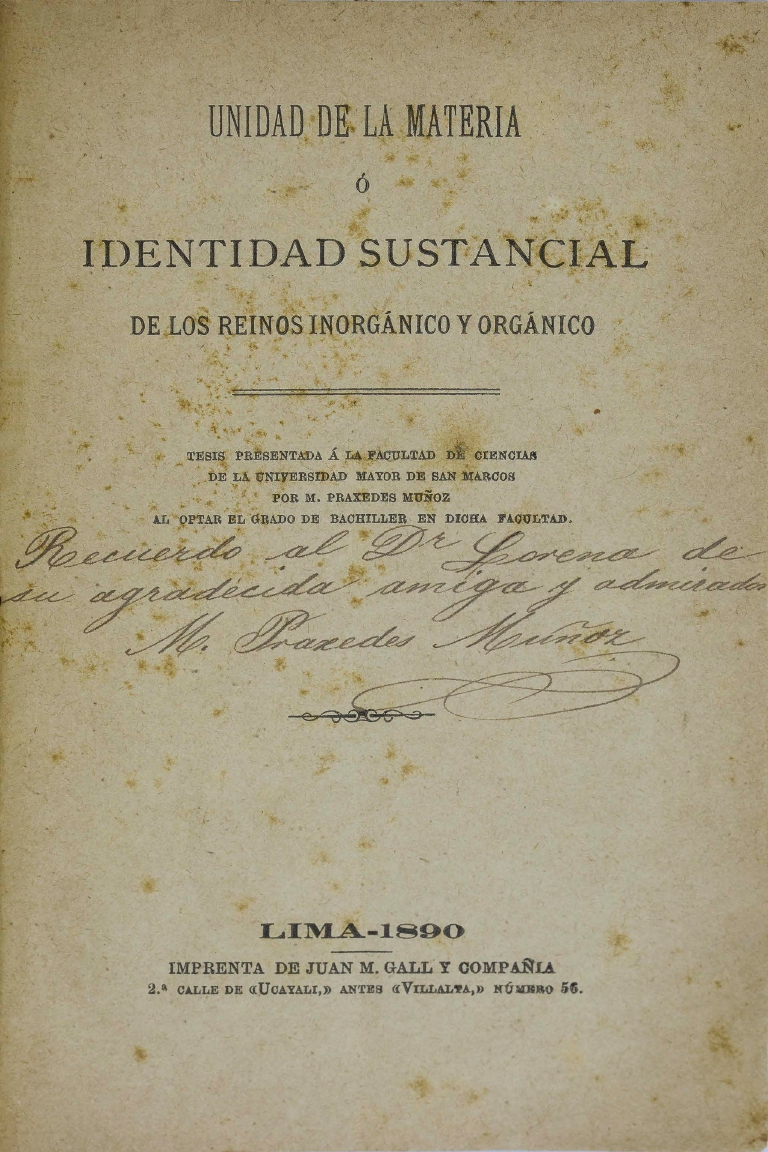
Primera tesis para grado de bachiller sustentada por una mujer en el Perú: Margarita Muñoz

En diciembre de 1889, termina sus estudios y solicita sustentar su tesis. Se convierte en la primera mujer con el grado de bachiller de la Facultad de Ciencias, con una tesis de doce páginas sobre «La unidad de la materia o identidad de origen de los reinos inorgánico y orgánico», dedicada a Mercedes Cabello de Carbonera (24 de octubre de 1890). Este suceso fue felicitado por las feministas de la época y descalificado por algunos varones. La tesis fue publicada en la Revista Masónica del Perú en el mismo año de sustentación, como folleto editado
En mayo de 1890, solicitó al gobierno del presidente Andrés A. Cáceres una subvención para que continuara sus estudios médicos, teniendo en cuenta que Cáceres también estaba ligado a la masonería. Fue concedido en junio, pero solo hasta el 5 de diciembre del mismo año por haberse recortado todas las pensiones de gracia dadas por el Estado. Por ello, la Junta de Beneficencia de la Gran Logia del Perú continuó con el financiamiento. Asimismo, en junio del mismo año, fue admitida en la Sociedad Médica Unión Fernandina, por haber mostrado su vocación por la Medicina. Esto la convirtió en la primera mujer en entrar en esta Sociedad.
A la misoginia e intolerancia que evidenció en el ambiente universitario sanmarquino, se unía la pobreza y violencia familiar ejercida por un marido del que no se conoce su nombre. Teniendo en cuenta que en Chile ya se había publicado el decreto Amunátegui en 1877, decidió autoexiliarse en Santiago de Chile desde diciembre de 1890. Ahí, asistió como oyente a las clases de la Escuela de Medicina de la Universidad de Chile, interesándose especialmente por las enfermedades mentales. Trabajó como auxiliar en la clínica psiquiátrica de Enfermedades Nerviosas del famoso doctor Augusto Orrego Luco, padre de la neuropsiquiatría. Esto le acercó a esta especialidad, que fue la que siguió posteriormente
En la capital chilena, publicó su obra La evolución de Paulina (1893), una novela autobiográfica en la que la protagonista relata su vida amorosa de manera epistolar. En ella, usa la Guerra con Chile como contexto y narra los abusos hechos por los soldados chilenos en la destrucción de Chorrillos, Miraflores y Barranco. Asimismo, este texto fue un pretexto para que la autora exponga la doctrina del filósofo francés Auguste Comte, el positivismo, que estaba en boga entonces, según la cual debía hacerse una reorganización política, moral e intelectual del orden social, adoptando una actitud científica.
En 1894, publicó el artículo “Diferencias en el volumen craneoscópico de los dos sexos” en la revista chilena Biblioteca Republicana, para refutar la idea de que la diferencia de tamaño de los cráneos significaba una menor inteligencia.
A inicios de 1895, se trasladó, junto con su hija Aspasia Muñoz y Clorinda Matto de Turner a Buenos Aires, donde fundaron la Logia Femenina el 8 de marzo del mismo año. Esto le permitió ser cercana a la masonería argentina, incluida su ingreso como consejera honorífica del Supremo Concejo del Rito Ecléctico del Río de la Plata
Se dedicó a la docencia y al periodismo. En 1898 dirigió la revista La filosofía positiva en colaboración de algunos de sus compatriotas exiliados, entre ellos, Aurora Cáceres, hija del expresidente peruano. Se usó la revista para difundir procesos políticos argentinos e internacionales, así como para difundir las ideas de Comte y opiniones de positivistas ubicados en Argentina
De 1902 a 1905, vivió en Montevideo (Uruguay), donde se integró a la Sociedad Teosófica. Esta etapa se caracterizó por su cercanía a religiones como la védica hindú y el cristianismo. Un nuevo punto de estancia fue Santiago del Estero, en Argentina, desde 1905, donde continuó escribiendo sobre autores católicos. Falleció el 21 de enero de 1909 en la ciudad de Añatuya, del departamento General Taboada, en la provincia Santiago del Estero.

## Publicaciones
- Unidad de la materia ó Identidad sustancial de los reinos inorgánico y orgánico (Lima, 1980).[3][6]
- La evolución de Paulina (Santiago de Chile, 1893; Buenos Aires, 1897), «novela sociológica». Reeditada en 2014
- Emancipación de la mujer por medio de la ciencia
- Artículo Diferencias en el volumen craneoscópico de los dos sexos, en la Revista Republicana (Chile, 1894)[1]
- Opúsculo Dos mártires del librepensamiento (Buenos Aires, 1895)
- Opúsculo Sobre las doctrinas de Augusto Comte. Respuesta al señor Mariano José Madueño (Buenos Aires, 1896)
- Opúsculo Sobre las doctrinas de Augusto Comte. Segunda carta al señor Mariano José Madueño (Buenos Aires, 1896)
- Libro Mis primeros ensayos (Buenos Aires, 1902)
- Artículo Algo sobre la señorita Henríquez (1902), sobre la pionera cusqueña Trinidad María Enríquez
- Las cartas y conferencias científicas (Montevideo, 1905)
- Folleto Devuelvo el obsequio y formulo mi profesión de fe liberal (Santiago de Estero, 1907)
- La Novela de Juliano por Dimitry Merejkowsky. Cuatro palabras a los intelectuales (Buenos Aires, 1908)
- Libro Las calamidades del presente. Estudio crítico y filosófico del momento actual (Santiago del Estero, 1908)[4]